# Šťavelan barnatý
Šťavelan barnatý je organická sloučenina se vzorcem BaC2O4, barnatá sůl kyseliny šťavelové. Jedná se o bílý prášek, občas používaný jako pyrotechnické barvivo dodávající zelenou barvu pyrotechnickým směsím, obzvláště těm obsahujícím práškový hořčík; výrazného zbarvení se zde dosahuje i bez zdrojů chloru. Tyto směsi dosahují vyhovujících rychlostí hoření bez použití běžných oxidantů, jako jsou dusičnany, chlorečnany a chloristany.

## Vlastnosti
Šťavelan barnatý je poměrně stálý, ale reaguje se silnými kyselinami. Při pozření je toxický, způsobuje nevolnost, zvracení, selhání ledvin a poškození trávicí soustavy.
Ve vodě je téměř nerozpustný a při zahřívání se přeměňuje na oxid barnatý.

## Příprava
Šťavelan barnatý je možné připravit reakcí kyseliny šťavelové s hydroxidem barnatým.
Další možnost představuje použití kyseliny šťavelové a roztoku chloridu barnatého:
BaCl2 + H2C2O4 → BaC2O4↓ + 2 HCl